# Uranyl(VI) nitrat
Uranyl(VI) nitrat (UO2(NO3)2) là muối uranyl có khả năng hòa tan trong nước. Các tinh thể màu vàng lục của hexahydrat có khả năng phát quang.

## Điều chế
Uranyl(VI) nitrat có thể được điều chế bằng phản ứng của muối urani với axit nitric. Nó có thể hòa tan trong nước, etanol, aceton và ete, nhưng không hòa tan trong benzen, toluen và clorofom.

## Sử dụng
Trong nửa đầu thế kỷ 19, nhiều muối kim loại cảm quang đã được xác định là các chất dùng cho quá trình chụp ảnh, trong số đó có uranyl(VI) nitrat. Các bản in do đó được tạo ra được gọi là bản in urani hoặc kiểu in urani. Quy trình in urani đầu tiên được phát minh bởi Scotsman J. Charles Burnett vào năm 1855–1857, sử dụng hợp chất này làm muối nhạy cảm. Burnett là tác giả của một bài báo năm 1858 với tên gốc "Printing by the Salts of the Uranic and Ferric Oxides". Quá trình in bằng urani sử dụng khả năng nhận hai điện tử của ion uranyl và giảm xuống trạng thái oxy hóa thấp hơn là urani(IV) dưới tia cực tím. Màu chữ uranotype có thể thay đổi từ bản in này sang bản in khác, từ màu nâu trung tính, màu nâu sang màu đỏ Bartolozzi đậm hơn, với dải tông màu rất rộng. Các bản in còn sót lại có tính phóng xạ nhẹ, một đặc tính đóng vai trò như một phương tiện xác định chúng. Một số quy trình chụp ảnh phức tạp hơn sử dụng hợp chất này đã xuất hiện và biến mất trong nửa sau của thế kỷ 19 với những cái tên như Wothlytype, Mercuro-Uranotype và quy trình Auro-Uranium. Giấy urani được sản xuất thương mại ít nhất cho đến cuối thế kỷ 19, rồi biến mất do độ nhạy vượt trội và những ưu điểm thực tế của bạc halide. Từ những năm 1930 đến những năm 1950, Kodak Books đã mô tả một loại mực in urani (Kodak T-9) sử dụng uranyl(VI) nitrat hexahydrat. Một số nhiếp ảnh gia bao gồm Blake Ferris và Robert Schramm vẫn tiếp tục tạo ra các bản in kiểu uranotype cho đến ngày nay.
Cùng với uranyl(VI) acetat, nó được dùng làm chất nhuộm âm tính cho virus trong kính hiển vi điện tử; trong các mẫu mô nó được dùng làm ổn định axit nucleic và màng tế bào.
Uranyl(VI) nitrat được sử dụng để làm nhiên liệu cho các lò phản ứng đồng nhất trong nước vào những năm 1950 như một chất thay thế cho uranyl(VI) sunfat có tính ăn mòn cao hơn. Tuy nhiên, nghiên cứu tập trung vào các thiết kế lò phản ứng không đồng nhất dẫn đến các thí nghiệm đã không còn được thực hiện.
Uranyl(VI) nitrat rất quan trọng đối với quá trình tái xử lý hạt nhân. Nó là hợp chất của urani – là kết quả của việc hòa tan các nhiên liệu hạt nhân đã qua sử dụng hoặc bánh vàng trong axit nitric, sau đó tách tiếp và điều chế urani(VI) fluoride để tách đồng vị và làm giàu urani.

## Các vấn đề về sức khỏe và môi trường
Uranyl(VI) nitrat là một hợp chất có tính oxy hóa và có độc tính cao. Tiếp xúc qua đường miệng sẽ gây ra bệnh thận mãn tính nặng và hoại tử ống thận cấp tính và trở thành mitogen của tế bào lympho. Các cơ quan đích gồm thận, gan, phổi và não. Nó cũng có nguy cơ cháy nổ mạnh khi nung nóng hoặc khi tiếp xúc với các chất dễ oxy hóa.

## Hợp chất khác
UO2(NO3)2 còn tạo một số hợp chất với NH3, như UO2(NO3)2·2NH3 là chất rắn màu trứng vàng hay UO2(NO3)2·4NH3 là bột vô định hình màu đỏ cam đậm.
UO2(NO3)2 còn tạo một số hợp chất với N2H4, như UO2(NO3)2·2N2H4 là chất rắn màu vàng, được sử dụng để sản xuất urani(IV) oxit.
UO2(NO3)2 còn tạo một số hợp chất với CO(NH2)2, như UO2(NO3)2·2CO(NH2)2 là chất rắn màu vàng hoặc vàng sáng hay lục, UO2(NO3)2·3CO(NH2)2 là chất rắn màu vàng nhạt, nóng chảy ở 144–146 °C (291–295 °F; 417–419 K), UO2(NO3)2·4CO(NH2)2·xH2O với x = 1 là tinh thể lục, x = 2 là tinh thể vàng nóng chảy ở 74–76 °C (165–169 °F; 347–349 K), UO2(NO3)2·5CO(NH2)2·H2O và UO2(NO3)2·6CO(NH2)2 là tinh thể lục.
UO2(NO3)2 còn tạo một số hợp chất với CON4H6, như UO2(NO3)2·3CON4H6 là bột màu vàng, nổ ở 215 °C (419 °F; 488 K).
UO2(NO3)2 còn tạo một số hợp chất với CS(NH2)2, như UO2(NO3)2·2CS(NH2)2 là tinh thể màu cam dạng lăng kính.
UO2(NO3)2 còn tạo một số hợp chất với CSN4H6, như UO2(NO3)2·2CSN4H6 là tinh thể vàng nhạt, nóng chảy ở 290 °C (554 °F; 563 K).